# Połtawka (obwód omski)
Połtawka (ros. Полтавка) – osiedle typu miejskiego w Rosji, w obwodzie omskim, ośrodek administracyjny rejonu połtawskiego. W 2010 liczyło 7042 mieszkańców.